# Jamno
Jamno – jezioro przybrzeżne na Wybrzeżu Koszalińskim, położone w województwie zachodniopomorskim, w powiecie koszalińskim, w gminie Mielno, odcięte mierzeją od Morza Bałtyckiego.

## Charakterystyka
Powierzchnia lustra wody wynosi według różnych źródeł od 2205,2 ha do 2239,6 ha. Zajmuje 9. miejsce w Polsce pod względem powierzchni, a 3. w województwie.
Jest jeziorem, gdzie intensywnie uprawia się sporty wodne. Nad akwenem znajdują się liczne przystanie żeglarskie, a w trakcie sezonu pływają tu statki turystyczne („Mila”, „Koszałek”, „Parostatek”).
Jamno jest jeziorem polimiktycznym. Objętość wody w zbiorniku wynosi 31 528,0 tys. m³.
Z powodu połączenia z morzem poprzez Jamieński Nurt – Jamno charakteryzuje się znacznym wpływem wód morskich na stan hydrochemiczny.

## Położenie

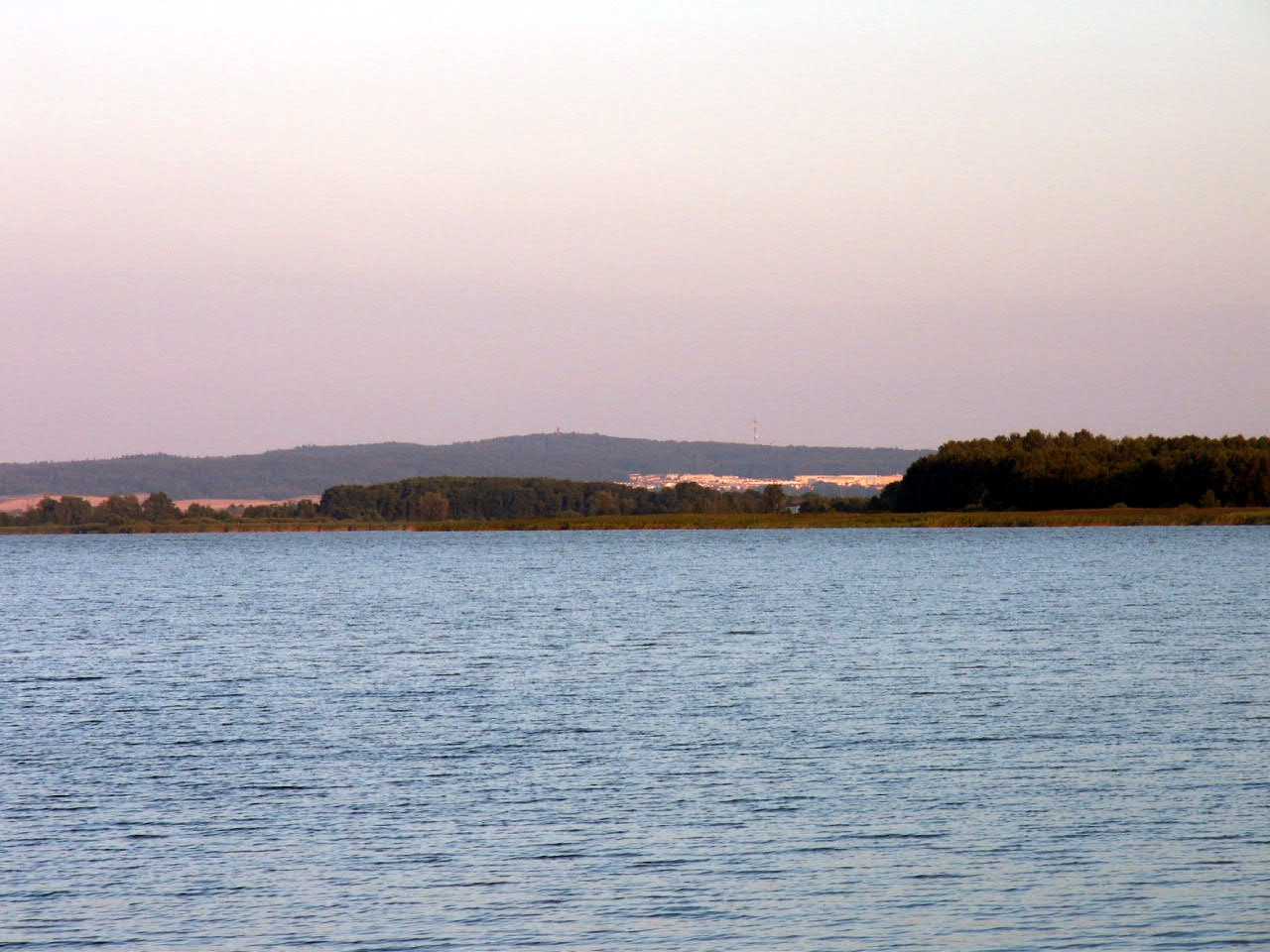
Jezioro i widok na Górę Chełmską

Całe jezioro znajduje się w gminie Mielno, w powiecie koszalińskim. Średnia głębokość zbiornika wynosi 1,4 m, a maksymalna głębokość 3,9 m. Lustro wody Jamna znajduje się na wysokości 0,1 m n.p.m. Kształt misy jeziornej jest nieregularny, zawężony od zachodu i stopniowo rozszerzający się ku wschodowi.
Jezioro powstało z dawnej zatoki morskiej.

## Zlewnia
Całkowita powierzchnia zlewni jeziora wynosi 502,8 km². Do jeziora uchodzą dwie rzeki: Dzierżęcinka, Unieść, struga Strzeżenica oraz Kanał Dobiesławiec, Kanał Łabusz. Jamno jest połączone z Morzem Bałtyckim poprzez kanał zwany Jamieńskim Nurtem, który znajduje się ok. 2 km za Unieściem. Ujście kanału do morza podczas sztormów jest często zasypywane.

## Stan sanitarny
W 2006 r. oceniono stan czystości wody Jamna na III klasę, co oznacza, że w porównaniu z badaniem w 1996 r., kiedy jezioro oceniono jako pozaklasowe, stan uległ poprawie.
Jamno jest bezpośrednim i pośrednim recypientem ścieków. Do jeziora odprowadzane są wody z oczyszczalni w Unieściu, do której trafiają ścieki z Mielna, Unieścia i Łaz. Z tychże miejscowości bezpośrednio do jeziora odprowadzane są wody deszczowe, a także wody pochłodnicze z gorzelni w miejscowości Osieki.
Do jeziora uchodzi rzeka Dzierżęcinka, która jest odbiorcą wód z komunalnej oczyszczalni Koszalina, wód opadowych z Koszalina oraz ścieków z oczyszczalni wiejskiej w Boninie. Do Jamna wpada także rzeka Unieść, niosąca oczyszczone ścieki z miasta Sianów.
Kolejnym zagrożeniem dla czystości wód jeziora są spływy obszarowe z gruntów ornych.

## Przyroda
Według danych regionalnego zarządu gospodarki wodnej, dominującymi gatunkami ryb w wodach Jamna są: leszcz, sandacz, węgorz europejski. Pozostałymi gatunkami ryb występującymi w jeziorze są: szczupak pospolity, lin, karaś, okoń, płoć, krąp, jazgarz, troć wędrowna. W Jamnie występuje minóg rzeczny, który jest gatunkiem ściśle chronionym w Polsce.
W typologii rybackiej Jamno jest zaliczane do typu sandaczowego. Według danych WIOŚ w Szczecinie z 2006 roku wydajność połowowa jest wysoka i wynosi 30–40 kg/ha. W strukturze połowów zdecydowanie przeważa leszcz, którego udział wynosi ok. 82%. Z Jamna odławiane są również: węgorze, sandacze, okonie, szczupaki oraz płocie.

## Hydronimia
Na mapie z 1789 zapisano nazwę Jamundsche See.
Na polskiej mapie wojskowej z 1937 r. podano polski egzonim Jamno przy oznaczeniu jeziora. Nazwę Jamno wprowadzono urzędowo w 1948 roku, zastępując poprzednią niemiecką nazwę Jamunder See. Komisja Ustalania Nazw Miejscowości przyjmując nazwę nawiązała do wyrazu „jama”.